# Bützer
Bützer ist ein Ortsteil der Gemeinde Milower Land im Landkreis Havelland in Brandenburg, (Deutschland).

## Geografie und Verkehrsanbindung
Bützer liegt an der Landesstraße L 96 und direkt an der östlich fließenden Havel. Weiter östlich verläuft die B 102. Die Landesgrenze zu Sachsen-Anhalt verläuft 3,5 km entfernt südwestlich.
Zum Ortsteil Bützer gehört der Wohnplatz Kietz.

## Geschichte
Am 20. Juli 1950 wurde die bis dahin eigenständige Gemeinde Bützer nach Milow eingemeindet.
Am 1. Januar 1957 wurde der Ortsteil Bützer wieder aus der Gemeinde Milow ausgegliedert und entstand als politisch selbstständige Gemeinde neu.

## Wappen
| | Blasonierung: „Im blau-silbern gespaltenen Schild vorn drei silberne Fische, der obere und der untere einwärtsgekehrt; hinten auf roter Mauer, bestehend aus vier Ziegelsteinen, ein gefugter roter Schornstein.“ |
| Das Wappen wurde vom Heraldiker Jörg Mantzsch aus Magdeburg gestaltet und am 18. Dezember 2012 unter der Registratur 10 BR in die Deutsche Ortswappenrolle (DOWR) des HEROLD eingetragen und dokumentiert. Gestiftet wurde es vom Kulturverein Milower Land e. V., um es als Symbol der örtlich-lokalen Identität außerhalb von Amtshandlungen zu führen. | |

## Sehenswürdigkeiten
Die evangelische Dorfkirche wurde in der Mitte des 13. Jahrhunderts erbaut. Der Westturm stammt aus dem Jahr 1841.